# 巴拉尔普尔
巴拉尔普尔（Ballarpur），是印度马哈拉施特拉邦钱德拉布尔县的一个城镇。总人口89995（2001年）。

## 人口
该地2001年总人口89995人，其中男性46574人，女性43421人；0—6岁人口10473人，其中男5529人，女4944人；识字率73.43%，其中男性为79.85%，女性为66.55%。